# Грязевы
Не путать с дворянским родом Грязновы.
Грязевы — древний русский дворянский род.

## История рода
Тоузар Грязев владел поместьем в Тульском уезде (ранее 1578). Сын боярский Михаил Грязев владел двором в Дедилове (1588).
Кирилл Андреевич (в иночестве Киприан † 1623) и его жена Ирина (в схиме Александра † 1624) погребены в Симоновом монастыре.
Грязев Иван Кириллович дьяк (1627), думный дьяк (1629). Семён Алексеевич владел поместьями (1628), его потомство внесено в VI и II части дворянской родословной книги Ярославской и Вологодской губерний. Братья Максим и стряпчий Сытного Дворца Иван владели вотчиной в Волокаламском уезде, которую продал Максим (1661). 4.05.1800 прапорщик Александр Григорьевич Грязев внесен в VI ч. ДРК Рязанской губ.
Семь представителей рода владели населёнными имениями (1699).

## Известные представители
- Грязев Серой — воевода в Парфеньеве (1616).
- Грязев Иван — дьяк, воевода в Астрахани (1618—1620), дьяк Поместного приказа (1621).
- Грязев Иван Михайлович — воевода в Печерниках (1629—1630).
- Грязев Мина — дьяк (1629—1658), воевода в Путивле (1649—1650), Казани (1653—1656), умер († 1661).
- Грязев Мина Кириллович — московский дворянин (1627—1629), воевода в Кайгородке (1627—1628), Яренске (1632), помещик Московского уезда, ездил при посольстве в Персию (1635).
- Грязев Данила Сергеевич — воевода в Гремячем (1634).
- Грязев Афанасий — воронежский сын боярский (1670).
- Грязев Антип Андреевич — московский дворянин (1679)[1][2][3].